# Pleurospermum album
Pleurospermum album är en flockblommig växtart som beskrevs av Charles Baron Clarke och H.Wolff. Pleurospermum album ingår i släktet piplokor, och familjen flockblommiga växter. Inga underarter finns listade i Catalogue of Life.